# اجاق (فیلم مستند)
اُجاق مستندی کوتاه به کارگردانی و نویسندگی علی بلندنظر و تهیه‌کنندگی علی بلندنظر و انجمن سینمای جوانان ایران، محصول سال ۱۳۹۸ است. این مستند که یک اتنوگرافی یا همان قوم نگاری (مردم نگاری) از زمینه های فرهنگی و ریشه های آیینی قشقایی های جنوب ایران به اُجاق است، توانسته افتخارات و جوایز متعددی از جشنواره‌های معتبر داخلی و بین‌المللی کسب کند. همچنین این مستند در دومین حضور جهانی خود در بیست و سومین دوره ی  جشنواره جهانی فیلم religion today ایتالیا، در دو رشته مستند کوتاه و جایزه بزرگ روح ایمان کاندیدای دریافت جایزه شده‌ و در نهایت موفق به دریافتِ جایزه بهترین مستند از این جشنواره شد.

## سایر عوامل
- صدابردار: محسن دانشور بیری
- تحقیق و پژوهش: احسان بلندنظر
- مجری طرح: ساسان حیدر پور
- مدیر تولید: سینا بهروزیان
- عکاس: محمد ناصریراد
- طراح پوستر: مریلا مرادی/حسین بلندنظر
- دستیار کارگردان: مسیحا رحیمی
- روابط عمومی: پریسا کاظمی
- ترجمه انگلیسی: مرجان پیروی

## جوایز و افتخارات
- کاندیدای در یافت جایزه بزرگ بیست و سومین دوره جشنواره جهانی مذهب امروز ایتالیا[۴]
- کاندیدای دریافت جایزه بهترین مستند کوتاه بیست و سومین دوره جشنواره جهانی مذهب امروز ایتالیا[۵]
- دریافت جایزه بهترین مستند کوتاه از بیست و سومین دوره جشنواره جهانی ترنتو ایتالیا[۳]
- دریافت جایزه بهترین تحقیق و پژوهش از نهمین جشنوارهٔ فیلم کوتاه شیراز
- کاندیدای دریافت جایزه بخش گردشگری ششمین دوره جشنواره جهانی فیلم بوسنی[۶]
- کاندیدای دریافت جایزه هیئت داوران سومین دوره جشنواره مستند سیما
- کاندیدای دریافت جایزه مردمی سومین دوره جشنواره مستند سیما[۷]
- جایزه بهترین تحقیق و پژوهش جشنواره خراسان شمالی
- جایزه بهترین تحقیق و پژوهش شصت و یکمین دوره جشنواره منطقه‌ای سینمای جوان، سروناز شیراز[۸]
- جایزه دومین فیلم مستند از دومین دوره جشنواره ملی آنلاین فیلم پاک‌کن (محیط‌زیست)[۹]
- برگزیده سومین دوره جشنواره رسانه‌های سمعی بصری جوانان میهودو ژاپن[۱۰]
- برگزیده نهمین دوره جشنواره فیلم کوتاه لیفت‌آف انگلستان[۱۱]
- برگزیده پنجاهمین دوره جشنواره بین المللی فیلم رشد[۱۲]
- کاندیدای بهترین پژوهش در بخش بهترین دستاورد هنری چهارمین دوره جشنواره بین المللی موج کیش[۱۳]
- جایزه بهترین مستند بخش سفر و گردشگری چهارمین دوره‌‌ جشنواره بین‌المللی موج کیش[۱۳]
- منتخب اولین دوره جشنواره هنر زنده است.[۱۴]
- منتخب بخش مسابقه سینمای مستند جشنواره فیلم و فولکلور ترنیداد و توباگو[۱۵]
- منتخب بخش مسابقه میراث ناملموس جشنواره فیلمهای مستند یادگار قزوین[۱۶]